# KAOS/カオス
『KAOS/カオス』（原題：KAOS）は、チャーリー・コベルがNetflix向けに制作したイギリス神話を題材にしたブラックコメディテレビシリーズ。3人の人間が、ギリシャ神話の堕落した傲慢な神々に立ち向かいながら、予言と互いへの共通の繋がりを発見していく物語である。2024年8月29日にNetflixで配信開始されましたが、2024年10月に1シリーズ配信後に打ち切りとなった。

## キャスト
※括弧内は日本語吹替。
- ゼウス - ジェフ・ゴールドブラム（大塚芳忠）
- ヘラ - ジャネット・マクティア（塩田朋子）
- ハデス - デヴィッド・シューリス（牛山茂）
- ペルセポネ - レイキー・アヨーラ（冠野智美）
- ポセイドン - クリフ・カーティス（諏訪部順一）
- プロメテウス - スティーヴン・ディレイン（多田野曜平）
- リディ/エウリュディケ - オーロラ・ペリノー（清水はる香）
- ディオニュソス - ナバーン・リズワン（佐藤せつじ）
- オルペウス - キリアン・スコット（土田大）
- カイネウス - ミシャ・バトラー（田中光）
- ミノス大統領 - スタンリー・タウンゼント（楠見尚己）
- アリアドネ - レイラ・ファーザド（園崎未恵）
- カサンドラ - ビリー・パイパー（花藤蓮）
- モイラ
  - ラッキー - エディー・イザード（八百屋杏）
  - アトロポス - サム・バタリー
- カロン - ラモン・ティカラム（志村知幸）
- メドゥーサ - デビ・メイザー（本田貴子）
- ナックス - ダニエル・モンクス（高坂宙）

## 制作
2022年5月27日、オーロラ・ペリノーがシリーズの主人公の一人であるリディ役にキャスティングされた。2022年7月13日、日程の都合によりヒュー・グラントが降板したため、ジェフ・ゴールドブラムがゼウス役にキャスティングされた。
2022年8月22日、スペインとイタリアで撮影が開始された。

## 公開
このシリーズは2024年8月29日にNetflixで公開された。